# Trichomycteridae
Trichomycteridae är en familj av fiskar som ingår i ordningen malartade fiskar (Siluriformes). Enligt Catalogue of Life omfattar familjen Trichomycteridae 242 arter. 

## Dottertaxa till Trichomycteridae, i alfabetisk ordning[1]
- Acanthopoma
- Ammoglanis
- Apomatoceros
- Bullockia
- Copionodon
- Eremophilus
- Glanapteryx
- Glaphyropoma
- Haemomaster
- Hatcheria
- Henonemus
- Homodiaetus
- Ituglanis
- Listrura
- Malacoglanis
- Megalocentor
- Microcambeva
- Miuroglanis
- Ochmacanthus
- Paracanthopoma
- Parastegophilus
- Paravandellia
- Pareiodon
- Plectrochilus
- Pseudostegophilus
- Pygidianops
- Rhizosomichthys
- Sarcoglanis
- Schultzichthys
- Scleronema
- Silvinichthys
- Stauroglanis
- Stegophilus
- Stenolicmus
- Trichogenes
- Trichomycterus
- Tridens
- Tridensimilis
- Tridentopsis
- Typhlobelus
- Vandellia